# Taki Mrabet
Pour les articles homonymes, voir Mrabet.
Taki Mrabet (arabe : تقي مرابط), né le 28 février 1989 à Paris (France), est un nageur tunisien.

## Carrière
Taki Mrabet est médaillé d'or du 200 mètres quatre nages et médaillé d'argent du 400 mètres quatre nages ainsi que du relais 4 x 200 mètres nage libre aux championnats d'Afrique 2006 à Dakar.
Il participe ensuite aux Jeux africains de 2007 à Alger, obtenant la médaille de bronze sur 200 mètres dos et sur 400 mètres quatre nages ainsi que sur le relais 4 x 200 mètres nage libre.
Aux championnats d'Afrique 2008 à Johannesbourg, il est médaillé d'or du 4 x 100 mètres nage libre, médaillé d'argent du 4 x 100 mètres quatre nages et médaillé de bronze du 200 mètres dos, du 200 mètres quatre nages et du 400 mètres quatre nages.
Il est médaillé d'argent du 200 mètres dos, du 200 mètres quatre nages, du 400 mètres quatre nages ainsi que du relais 4 x 200 mètres nage libre et médaillé de bronze du 100 mètres dos aux championnats d'Afrique 2010 à Casablanca.
Aux Jeux africains de 2011 à Maputo, il obtient la médaille d'or du 200 mètres brasse, la médaille d'argent du 400 mètres quatre nages et la médaille de bronze du 200 mètres dos et du 200 mètres quatre nages.
Il participe ensuite aux Jeux olympiques de 2012 à Pékin, où il est éliminé en séries du 200 mètres quatre nages et disqualifié en séries du 400 mètres quatre nages.
Taki Mrabet est médaillé de bronze du 400 mètres quatre nages aux Jeux méditerranéens de 2013 à Mersin.
Aux championnats d'Afrique 2012 à Nairobi, il est médaillé d'or du 200 mètres dos, du 200 mètres brasse et du 200 mètres quatre nages, médaillé d'argent du 100 mètres dos, du 400 mètres quatre nages et du 4 x 100 mètres quatre nages et médaillé de bronze du 4 x 200 mètres nage libre.
Aux championnats arabes 2016 à Dubaï, il est médaillé d'or du 4 × 100 mètres quatre nages, médaillé d'argent du 200 et du 400 mètres quatre nages ainsi que du 4 × 200 mètres nage libre et médaillé de bronze du 100 mètres dos et du 100 mètres papillon.

## Famille
Il est le frère cadet du nageur Talel Mrabet.